# 福岡市立百道中学校
福岡市立百道中学校（ふくおかしりつももちちゅうがっこう）は、福岡県福岡市早良区百道三丁目にある公立中学校。

## 所在地
- 福岡県福岡市早良区百道三丁目18番11号
1989年開催のアジア太平洋博覧会（よかトピア）開催による百道浜埋め立て以前は、ほぼ百道海岸（百道海水浴場）に接していて防風林の松林の中に校舎が建てられた。
- 開校当初は周囲に百道松原が広がっていたが、福岡インターナショナルスクール（元々は百道中学校敷地）が建設及び百道中学校グラウンド拡張のため旧百道海岸側の松の木の一部が伐採されるとともに、急速な周辺の宅地化(高層マンションの建設等)で辺りの風景は一変した。

## 沿革
- 1947年4月16日：学制改革の施行により創立。当初は、福岡県立修猷館高等学校内に仮校舎を設置。
- 1947年12月：現在地に校地決定。
- 1948年9月15日：校歌、校章制定。
- 1948年9月29日：校舎落成式、記念文化祭。
- 1950年3月18日：第1回卒業式。
- 1952年11月16日：創立5周年記念式。
- 1952年11月16日：創立5周年記念式。
- 1954年9月16日：校旗制定。
- 1955年5月9日：第1回生徒総会。
- 1955年11月7日：室見分校開校記念式。(翌年に福岡市立高取中学校として独立）
- 1957年9月21日：創立10周年記念式。
- 1962年1月20日：新校舎落成記念式。
- 1965年4月16日：体育館落成記念式。
- 1967年11月22日：創立20周年記念式。
- 1969年7月8日：プール落成式。
- 1969年12月28日：運動場護岸工事・フェンス竣工。
- 1974年2月12日：給食開始。
- 1975年1月7日：部室竣工。
- 1977年4月16日：創立30周年記念式。
- 1982年2月16日：校舎改築工事完成。
- 1983年7月4日：柔剣道場落成記念式。
- 1986年8月～9月：運動場拡張、フェンス・バックネット竣工。
- 1988年3月：体育館改築工事完成。
- 1989年9月15日：外壁アルミサッシ工事完成。
- 1989年11月15日：テニスコート・バレーコート・バスケットコート完成。
- 1990年2月28日：インターロッキング完成。
- 1990年7月～8月：南校舎改修工事。
- 1991年2月28日：北校舎増築完成。
- 1991年7月～8月：南校舎改修工事。
- 1992年：プール改修工事。
- 1994年4月：パソコン教室等新・改築完成。
- 1994年9月：機械化警備開始。
- 1995年8月：ユニバーシアード観戦。
- 1995年11月：文化鑑賞会。
- 1996年11月：創立50周年記念式。
- 1996年12月：創立50周年記念観劇会。
- 1997年9月：図書室・保健室に空調設備完成。
- 1998年1月：「教育の森」完成。
- 1998年2月：図書館前花壇完成。
- 1998年3月：「教育の森」にテーブル等設置。
- 1998年9月：下足箱にドア完備。教育相談室、視聴覚室等設置。
- 1999年11月 - 福岡市教育委員会研究指定発表会
- 2012年1月 - 北校舎増築終了。

## 著名な出身者・在籍者
- 井桁弘恵- 女優
- 石橋達朗 - 医学者、第24代九州大学総長
- 伊東たけし - サックス、ウインドシンセサイザー（EWI）奏者（T-SQUAREメンバー）
- 小川洋 - 公選第17-19代福岡県知事、元百道中学校生徒会長
- 椎名林檎- シンガーソングライター[1]
- 節政貴弘 - プロバスケットボール選手
- 竹野明倫 - プロバスケットボール選手（西宮ストークス所属）
- 谷哲二郎 - 元東日本旅客鉄道副社長
- 比江島慎 - プロバスケットボール選手（宇都宮ブレックス所属）
- 松里公孝 - 北海道大学スラブ研究センター教授
- 村田勝幸 - 北海道大学文学研究院教授
- ももちひろこ - シンガーソングライター
- 山口紗弥加 - 女優[2]
- 吉田まどか - 女優
- 桂惣兵衛 (2代目) - 落語家

## 周辺
- 西南学院大学
- 西南学院高等学校
- 福岡県立修猷館高等学校
- 福岡市立百道小学校
- 福岡市立西新小学校
- 福岡市立百道浜小学校
- 早良警察署
- 早良消防署
- 早良郵便局
- 福岡タワー
- 福岡市総合図書館
- 福岡市博物館
- 早良区役所
- 福岡市早良図書館
- 福岡市早良市民センター
- SAWARAPIA（福岡県立ももち文化センター）
- テレビ西日本
- RKB毎日放送